# 1976년 동계 올림픽 캐나다 선수단
캐나다는 오스트리아 인스브루크에서 열린 1976년 동계 올림픽에 참가했다.

## 메달리스트

### 금메달
- 캐시 크레이너 — 알파인 스키, 여자 대회전

### 은메달
- 캐시 프리에스트너 — 스피드 스케이팅, 여자 500m

### 동메달
- 톨러 크랭슨 — 피겨 스케이팅, 남자 싱글

## 참조
- 올림픽 공식 결과 보관됨 2012-02-04 - 웨이백 머신